# قرار مجلس الأمن التابع للأمم المتحدة رقم 377
قرار مجلس الأمن التابع للأمم المتحدة رقم 377 هو قرار أممي تم اعتمده مجلس الأمن التابع للأمم المتحدة بالإجماع خلال اجتماعه رقم 1850 المنعقد في 22 أكتوبر 1975، بشأن الوضع في الصحراء الغربية. أكد المجلس من جديد على الأعمال الأخيرة التي قامت بها الجمعية العامة مشيرا إلى رسالة الممثل الدائم لإسبانيا.
استند المجلس إلى المادة 34 من ميثاق الأمم المتحدة لمطالبة الأمين العام بالبدء على الفور في إجراء مشاورات مع الأطراف المعنية والمهتمين وتقديم تقرير إلى مجلس الأمن في أقرب وقت ممكن عن النتائج التي تم الحصول عليها. كما شدد المجلس على أنه لا يريد المساس بأي مفاوضات قد تجريها الجمعية العامة وناشد الأطراف المعنية والمهتمة التحلي بضبط النفس والاعتدال. ولم تقدم أي تفاصيل عن التصويت، باستثناء أنه «اعتمد بتوافق الآراء».
أعاد المجلس تأكيد قرار الجمعية العامة للأمم المتحدة رقم 1514 بتاريخ 14 ديسمبر 1960 وجميع القرارات الأخرى بشأن الإقليم.

## الخلفية
في 20 أكتوبر 1975، قرر المجلس في جلسته ال1849 المنعقدة دعوة كل من ممثلي إسبانيا والمغرب للاشتراك فيها، دون أن يكون لهما حق التصويت في المناقشة في البند المعنون
في 22 أكتوبر 1975، قرر المجلس في جلسته 1850 المنعقدة دعوة ممثل الجزائر للاشتراك، دون أن يكون له حق التصويت في مناقشة المسألة.

## مضمون القرار
- بعد النظر في الحالة المتعلقة بالصحراء الغربية، والرسالة المؤرخة في 18 أكتوبر 1975 الموجهة إلى رئيس مجلس الأمن من الممثل الدائم لإسبانيا (S/11851)،
- وإذ تأكدت من جديد أحكام قرار الجمعية العامة 1514 (XV) المؤرخة في 14 ديسمبر 1960 وجميع قرارات الجمعية العامة الأخرى ذات الصلة بشأن الإقليم،

1. - العمل وفقا للمادة 34 من ميثاق الأمم المتحدة[ب] ودون المساس بأي إجراء قد تتخذه الجمعية العامة بموجب أحكام قرارها 3292 (XXIX) المؤرخ في 13 ديسمبر 1974 أو بالمفاوضات التي يشارك فيها الأطراف المعنيون والمهتمون بموجب المادة 33 من الميثاق،[ج]

1. - يناشد الأطراف المعنية والمهتمين ممارسة ضبط النفس والاعتدال، وتمكين الأمين العام من الاضطلاع بمهمته في ظروف مرضية اعتمد في اجتماع 1850 بتوافق الآراء.»

## معلومات
1. ↑  ملحق أكتوبر ونوفمبر وديسمبر 1975
2. ↑  تنص المادة 34 من الفصل السادس من ميثاق الأمم المتحدة أنه لمجلس الأمن أن يفحص أي نزاع أو أي موقف قد يؤدي إلى احتكاك دولي أو قد يثير نزاعا لكي يقرر ما إذا كان استمرار هذا النزاع أو الموقف من شأنه أن يعرض للخطر حفظ السلم والأمن الدولي.[3]
3. ↑  تنص المادة 33 من الفصل السادس من ميثاق الأمم المتحدة :
  1. يجب على أطراف أي نزاع من شأن استمراره أن يعرض حفظ السلم والأمن الدولي للخطر أن يلتمسوا حله بادئ ذي بدء بطريق المفاوضة والتحقيق والوساطة والتوفيق والتحكيم والتسوية القضائية، أو أن يلجأوا إلى الوكالات والتنظيمات الإقليمية أو غيرها من الوسائل السلمية التي يقع عليها اختيارها.
  2. ويدعو مجلس الأمن أطراف النزاع إلى أن يسووا ما بينهم من النزاع بتلك الطرق إذا رأى ضرورة ذلك.[4]